# Delia Scala
Odette Bedogni (Bracciano, 25 de septiembre de 1929-Livorno, 15 de enero de 2004), conocida como Delia Scala, fue una actriz y bailarina italiana, cuyo nombre está vinculado principalmente a la comedia musical italiana durante los primeros años de dicho género teatral en el país.
Además de ser elogiada por ser considerada una artista escénica completa y muy versátil (capaz de actuar, bailar y cantar a un buen nivel), se le atribuyó ofrecer una figura de showgirl completamente innovadora respecto a los cánones de los años 1940.

## Biografía

### Primeros años
Segunda de cuatro hijos, una hermana y dos hermanos, vivió sus primeros años en Bracciano, en la provincia de Roma, donde asistió a las primeras clases de la escuela primaria. Su padre Aldo Bedogni era un suboficial de pruebas destinado en el aeropuerto militar de Vigna di Valle. Su madre, Iolanda Redeghieri, ama de casa, quiso llamarla Odette por amor a la canción Odette bella pupa di Parigi.
Cuando su padre fue trasladado al aeropuerto de Malpensa, la familia se trasladó a Gallarate (Varese), no lejos de Milán. A principios de los años 1940, después de que su padre se retirara de la Regia Aeronautica, la familia se trasladó a Campagnola Emilia (Reggio Emilia), a la casa de sus abuelos maternos. Sin embargo, deseosa de continuar sus estudios de danza, regresó temporalmente a Milán, en Vía Libia, al apartamento de una tía, y luego a una pensión en Vimodrone. Después de terminar su escuela de danza, regresó a Campagnola.

### Amor por la danza

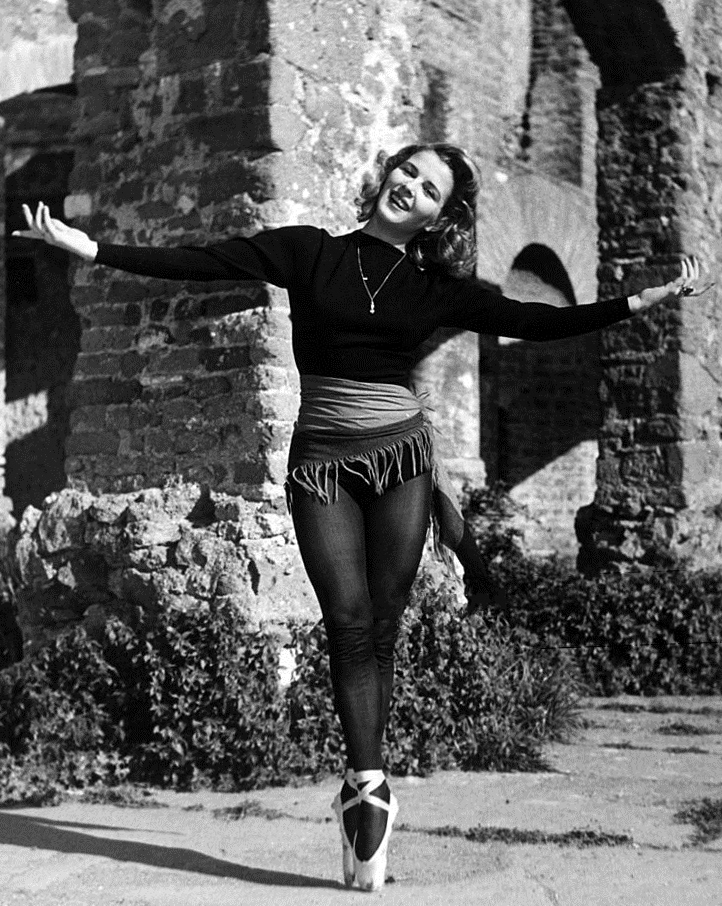
Scala en 1951.

Había comenzado a asistir a la Escuela de Ballet del Teatro de La Scala a la edad de ocho años y continuó durante siete años, participando en ballets, incluidos La boutique fantasque de Respighi y La bella durmiente de Chaikovski, y en otras representaciones con las que se familiarizó con el escenario: en abril de 1940 estaba en el escenario del Teatro de La Scala para un acto completo en el papel de la hija de Dufresne (interpretada por Beniamino Gigli), en la ópera Zazà de Leoncavallo. Durante los años transcurridos en la provincia de Reggio Emilia, actuó en pequeños teatros de la zona: en 1943, a la edad de catorce años, en el Teatro Italia de Campagnola en un espectáculo de variedades presentado por el debutante Romolo Valli (que se hacía llamar Mimmolo), en el Teatro Sociale Villastrada de Dosolo y en el Teatro Comunale de Guastalla donde bailó el vals del Fausto de Gounod. En 1946, después de casarse con Melitsanos, se trasladó con él a Viareggio y aquí, en 1949, volvió a alcanzar una modesta prominencia como artista de variedades, junto al poeta, cantante y actor Egisto Malfatti en el espectáculo Egisto e Delia.

### Cine

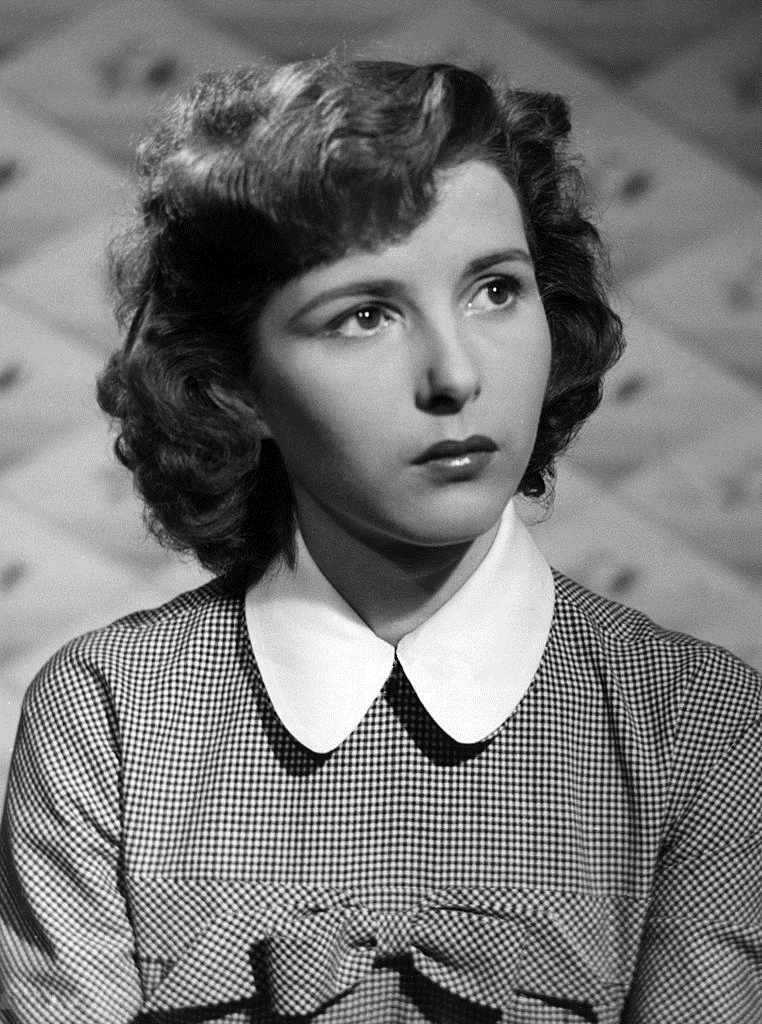
Scala en 1950.

Siendo todavía niña, por su facilidad en el escenario fue elegida por el director Giorgio Ferrari como protagonista de un documental sobre la Escuela de Ballet del Teatro de La Scala; Luego, en 1943, participó en la película Principessina, dirigida por Tullo Gramantieri. Pero fue a partir de 1947 que comenzó a trabajar de forma continuada en el cine, primero con su verdadero nombre, luego con el seudónimo Lia Della Scala e inmediatamente después con el definitivo de Delia Scala, elegido por sugerencia de Italo Calvino, entonces responsable de la oficina de prensa de Lux Film, en homenaje a su maestra de danza Nives Poli, recordando el teatro que la había formado como bailarina.

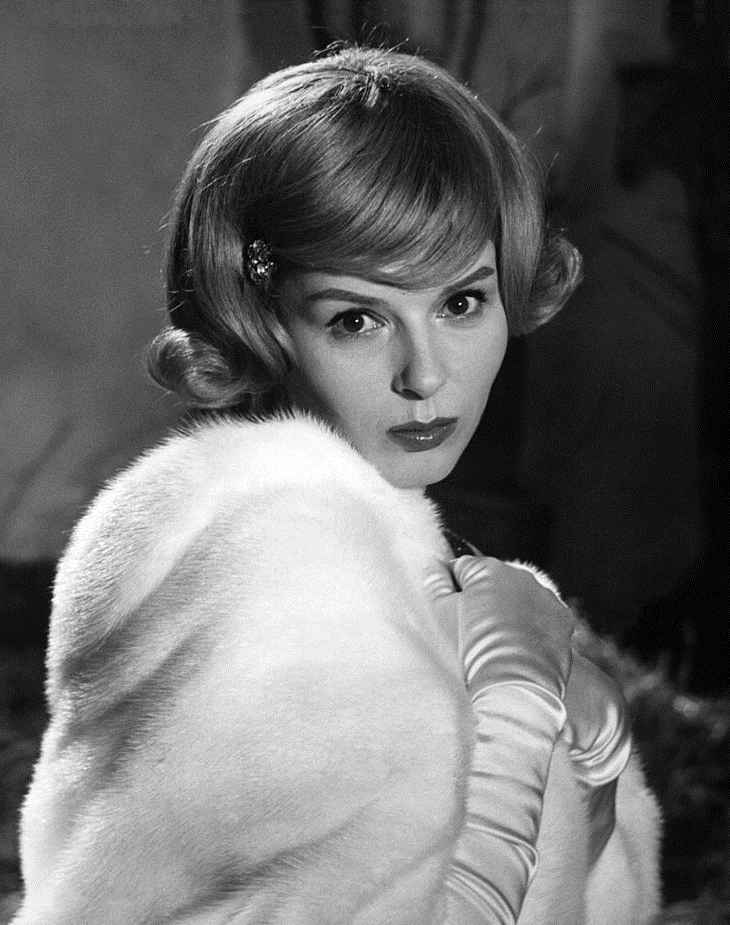
Scala en 1960.

Ese año, después de haber participado en un casting para la película Noble gesta, fue notada por el director Luigi Zampa quien sin embargo le dio un papel en otra de sus películas, Años difíciles. Tras trasladarse a Roma, participó, hasta 1960, en más de 40 películas, entre ellas: Napoli milionaria (1950) de Eduardo De Filippo; Roma ore 11 (1952), película neorrealista de Giuseppe de Santis; Grisbì, la película negra de 1954 dirigida por Jacques Becker y protagonizada en francés junto a Jean Gabin. Actuó en algunas comedias: Bellezze in bicicletta (1951) de Carlo Campogalliani, junto a Silvana Pampanini, Gran varietà (1953), junto a Vittorio De Sica y Lea Padovani, donde personificando a una bailarina de Charleston reveló sus talentos como artista de variedades, Signori si nasce (1960) de Mario Mattoli, junto a Totò. Por lo demás, participó en películas casi siempre de importancia modesta: péplums, comedias ligeras, melodramas y musicales.

### Teatro y comedia musical italiana
Mientras comenzaba a trabajar en el cine tuvo algunas experiencias iniciales en teatro en prosa. Primero, en Apocalisse a Capri de Sergio Sollima, con Mario Scaccia y Diana Veneziani, dirigida por Mario Landi (Teatro dei Satiri de Roma, 10 de marzo de 1951); luego, siempre con Scaccia, en la obra Conserviamo le nostre cattive abitudini, de Franco Monicelli (Teatro dei Satiri, 3 de mayo de 1951); luego, junto a Adriano Rimoldi y Ernesto Sabbatini, en la comedia C'era una volta un biglietto da un milione ('Érase una vez un billete de un millón', de Daniele D'Anza, adaptación del cuento The Million Pound Bank Note de Mark Twain), emitida experimentalmente por la RAI el 17 de mayo de 1953.

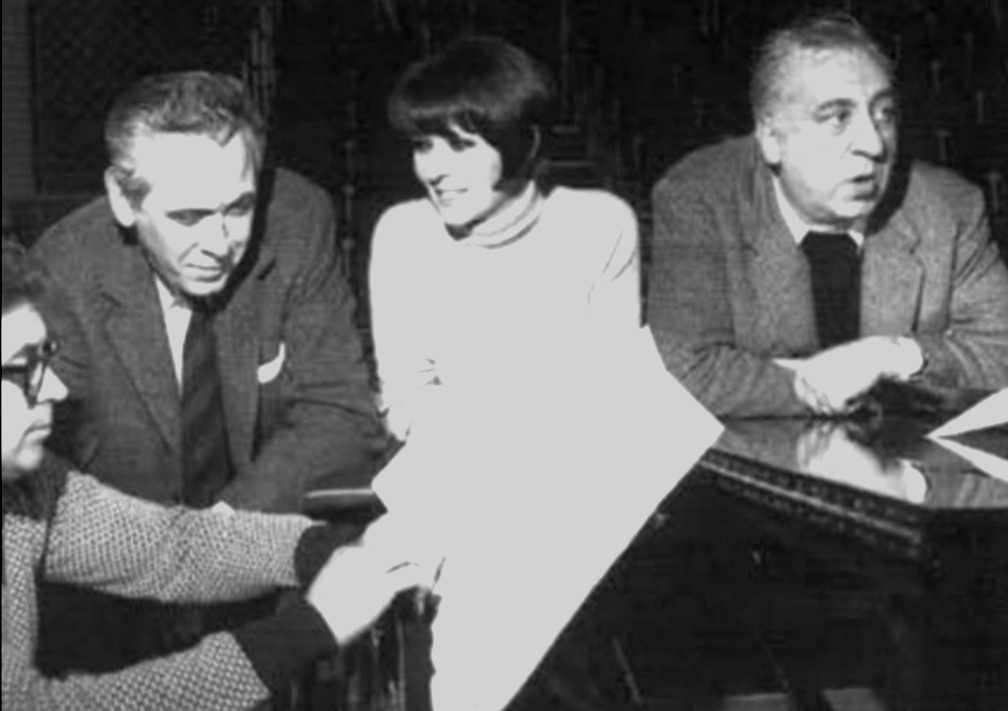
Peter Garinei, Delia Scala y Sandro Giovannini.

Sin embargo, fueron Garinei y Giovannini quienes propusieron el punto de inflexión decisivo en su vida artística. Después de verla bailar en la película Gran varietà, en 1953 Giovannini la vio en vivo en «su propio» teatro, el Sistina, en un Charleston como parte de un espectáculo benéfico de la Cruz Roja para las víctimas de las inundaciones; Quedó impresionado y quiso conocerla inmediatamente. Garinei y Giovannini vieron en ella la nueva figura femenina en la que centrarse para el lanzamiento de la comedia musical italiana, un género que ellos mismos habían iniciado sólo dos años antes, junto al músico Gorni Kramer. Con mucha insistencia, llegando incluso a exigirle un sustancioso salario al productor Remigio Paone (superando al empresario de Walter Chiari, Arturo Sirri, que al mismo tiempo intentaba conseguirle un contrato), los dos lograron ficharla para interpretar, junto a Carlo Dapporto, en Giove in doppiopetto. La reticencia de la actriz se debía a su muy limitada experiencia en el teatro y a que nunca había cantado antes (Kramer, en la primera audición, casi se desesperó, mientras que Dapporto inicialmente no la consideró apta para la tarea), aunque en pocas semanas, con un compromiso incansable, aprendió a expresarse también con la música.
Giove in doppiopetto debutó en el Teatro Lírico de Milán el 25 de septiembre de 1954, día del 25.° cumpleaños de la actriz. El éxito fue rotundo y el espectáculo estuvo de gira por Italia durante dos años con 531 representaciones. En la obra, La Scala interpretó a una joven novia tentada por un mujeriego Júpiter (Dapporto) que bajó a la Tierra disfrazado de su marido (Gianni Agus), frustrado por la astuta Juno (Lucy D'Albert). En la escena Mambo dei Grappoli, Delia, en un número de danza acrobática, saltó sobre un tambor elástico, realizando splits en el aire 24 veces. Fue el inicio de una serie de comedias musicales de gran éxito, y Scala tuvo así la oportunidad de trabajar junto a los principales actores de revista de aquellos años.
En 1956 interpretó Buonanotte Bettina, junto a Walter Chiari, que escenificaba una situación de disputa obstinada entre una joven pareja, escena que se repetiría a menudo en los guiones que Scala abordaría posteriormente. La comedia fue descrita como notablemente moderna, consiguiendo, con alegre ironía, introducir en escena referencias al erotismo y a la transgresión de aquellos años. La obra fue traducida y representada, primero en 1958 en el Teatro de la Comedia de Madrid con el título Buenas noches Bettina, luego en 1959 en el Teatro Adelphi de Londres con el título When in Rome. Mientras la comedia se representaba en Florencia, el 14 de marzo de 1957, Scala recibió la trágica noticia de la muerte de su prometido Eugenio Castellotti en una carrera de coches; Conmocionada, la actriz prefirió volver a subir al escenario esa misma noche, apoyada por los aplausos del público.
En ese período de gran agitación por la trágica pérdida de su prometido, decidió comprometerse, por única vez, en el teatro clásico, en el IX Festival de Teatro Dramático de Verona, interpretando a Ariel en La tempestad de Shakespeare, dirigida por Franco Enriquez, junto a Glauco Mauri y Salvo Randone.
En 1957 volvió a trabajar con Dapporto en L'adorabile Giulio. Teddy Reno también actuó allí, cantándole la canción Simpatica; La actriz contaría luego, en tono de broma, que no le gustaron los versos «no me haces pensar en noches de pasión sino en cielos serenos...» ya que no se considera una mujer sin pasión y que inmediatamente se quejó a los autores de la canción.
En 1958 se estrenó Un trapezio per Lisistrata, una de las obras más logradas y originales del dúo G&G, con coreografía de Donald Saddler. Con ella estuvieron en escena Nino Manfredi, Paolo Panelli, Mario Carotenuto, Ave Ninchi y el Cuarteto Cetra. El recuento del texto de Aristófanes pretendía exorcizar los temores colectivos de la Guerra Fría presentando a atenienses y espartanos como estadounidenses y soviéticos.
Delia Scala Show, de 1960, nació por casualidad. Poco antes del debut de Rinaldo in campo, durante un ensayo, el protagonista Domenico Modugno sufrió una caída y se fracturó gravemente la pierna, lo que provocó la cancelación de un gran número de actuaciones ya programadas. A Garinei y Giovannini se les ocurrió entonces proponerle a Delia, quien aceptó, un espectáculo centrado en su trayectoria hasta ese momento. En unos diez días el guion estuvo listo y, después de algunos ensayos, el espectáculo se representó en varios teatros en lugar de Rinaldo. La actriz estuvo acompañada por el trío cómico Toni Ucci, Enzo Garinei y Carletto Sposito.
Rinaldo in campo, representada en 1961, fue un éxito de taquilla por el compromiso y la magnitud del reparto, que, recordando la unificación italiana, quiso celebrar también el centenario de la proclamación del Reino de Italia. Scala interpretó a una joven baronesa enamorada de los ideales de Garibaldi y de Rinaldo (Domenico Modugno), un bandido que más tarde se convirtió en un luchador de los Camisas Rojas. Es considera la primera comedia musical italiana con elementos dramáticos, con un personaje que muere en el escenario. El éxito de la obra tuvo eco internacional y la compañía fue llamada a llevar a Rinaldo al Teatro de los Campos Elíseos de París, donde se representó durante cuatro meses. La ópera también fue traducida al ruso y al serbio y representada en Moscú y Belgrado.
También en 1961, la actriz interpretó a la corista Marta Gray en una versión televisiva, dirigida por Eros Macchi, de la comedia musical La padrona di Raggio di Luna, también de Garinei y Giovannini, que ya se había estrenado en los cines en 1955 con Lauretta Masiero en el mismo papel.

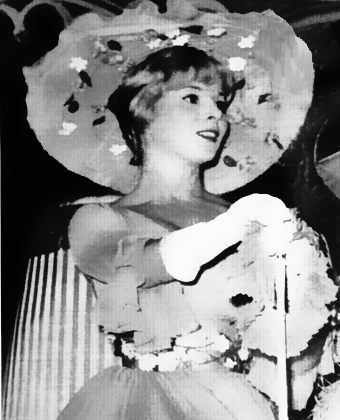
Scala en la comedia musical My Fair Lady, 1964.

La versión italiana de My Fair Lady (que ya había sido muy popular en Estados Unidos y en todo el mundo como musical y película) se remonta a 1963: Gianrico Tedeschi y Mario Carotenuto actuaron junto a Scala.

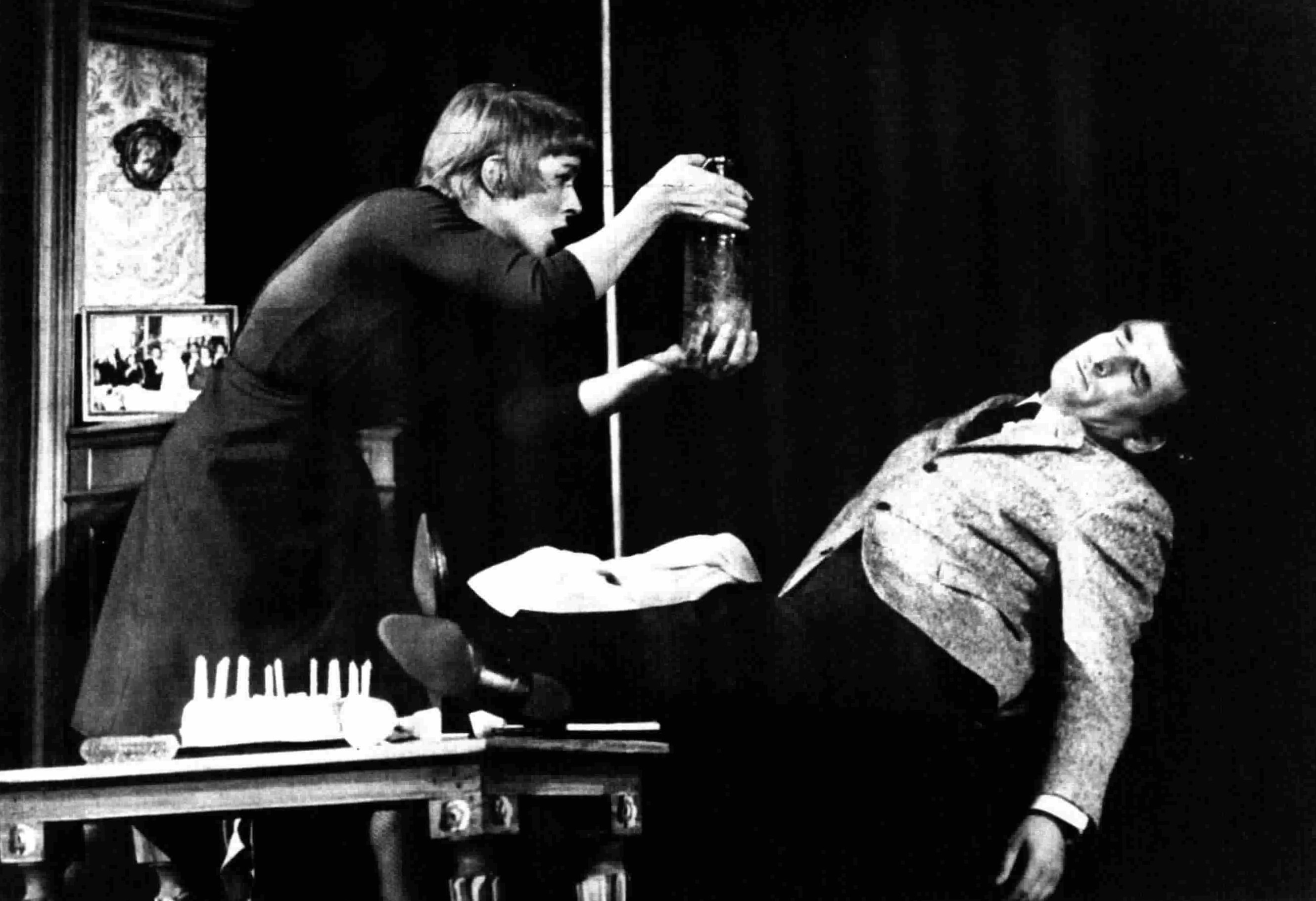
Scala y Renato Rascel en Il giorno della tartaruga.

En 1964, con Il giorno della tartaruga junto a Renato Rascel, volvió a interpretar al personaje femenino de una pareja en disputa. Los dos actores, casi siempre solos en escena, escenifican una única discusión interminable de principio a fin, con flashbacks de su encuentro y de momentos pasados. Una vez más fue un gran éxito, y Scala y Rascel fueron invitados al año siguiente a presentar la comedia en París para la inauguración del Teatro Marigny, pero se retiraron porque estaban demasiado ocupados en Italia, por lo que la versión francesa, titulada Le Jour de la tortue fue finalmente puesto en escena por Annie Girardot y Philippe Nicaud). En una de las presentaciones Scala se desmayó repentinamente en el escenario, cerrándose definitivamente el telón y fue trasladada de inmediato al hospital donde fue operada de urgencia por apendicitis. Según ella misma relataría más tarde, el estrés del momento, la presión que recibía para volver a los escenarios aunque no estaba del todo recuperada, pero sobre todo el deseo de dedicar más tiempo a su vida privada (se casó pocos meses después con Piero Giannotti), la llevaron a abandonar el teatro en el apogeo de su carrera, prefiriendo dedicarse únicamente a los espectáculos televisivos de variedades.

### Radio y televisión
En la radio, después de haber estado entre los muchos presentadores de La catena della fraternità en 1951, comenzó a trabajar en 1952, junto a Silvio Gigli, en el programa Punto interrogativo. Siguieron los programas de variedades Il fiore all'occhiello, con Carlo Dapporto en 1957, luego Gran gala, con Dapporto y Alberto Talegalli en 1959-1960, Incontro con Delia Scala en 1959, Il mio spettacolo y Tutta Delia Scala en 1961. Fue una presencia regular en Gran varietà, durante tres series de emisiones (1967 con Renato Rascel, 1968, 1970 con Lando Buzzanca). Luego presentó, con Pippo Baudo, Caccia alla voce de Giancarlo d'Onofrio y Silvano Nelli (1970), Caccia al tesoro de Garinei y Giovannini (1971) y Ciao domenica (1975), junto a Leo Gullotta sobre textos de Sergio D'Ottavi, La comedia musical italiana (1981).

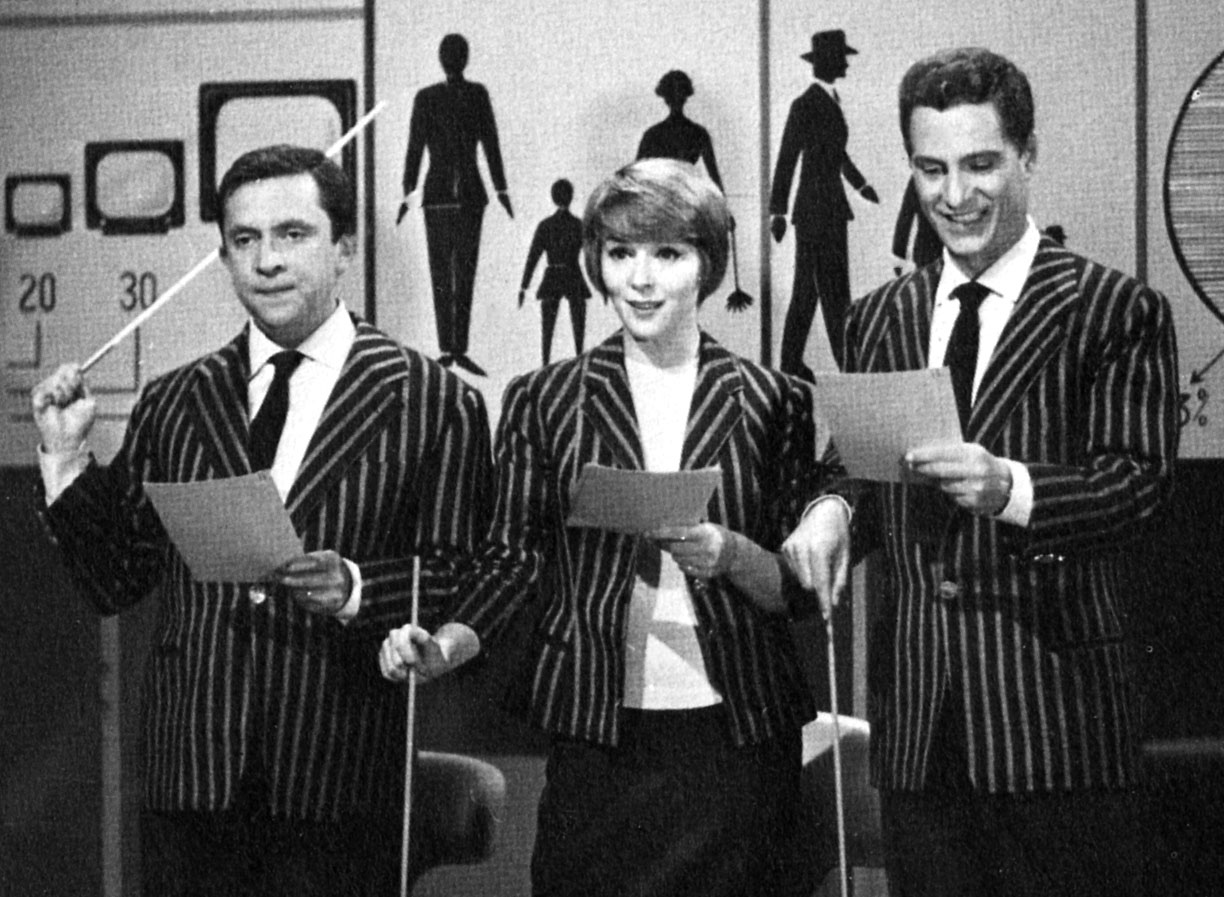
Paolo Panelli, Delia Scala y Nino Manfredi en Canzonissima 1959.

Debutó en televisión en 1956, con el programa de variedades Lui e lei de Marcello Marchesi y Vittorio Metz, presentado junto a Nino Taranto, y ese mismo año, junto a Bramieri, Campanini, Tognazzi, Vianello, Wanda Osiris y otros, animó Natale con chi vuoi. Tres años más tarde consiguió un éxito notable con la edición 1959-1960 de Canzonissima, presentada por ella junto a Paolo Panelli y Nino Manfredi. Después de la primera velada, junto al entusiasmo general de los espectadores, estalló en la opinión pública una polémica por el cancán de Scala con las bailarinas, considerado atrevido, e incluso L'Osservatore Romano, indignado, citó en portada el nombre de la actriz-bailarina; aunque se mantuvo el número, tuvo que ser modificado, e incluso el término «can can» tuvo que ser censurado, reemplazándolo por «cin cin».

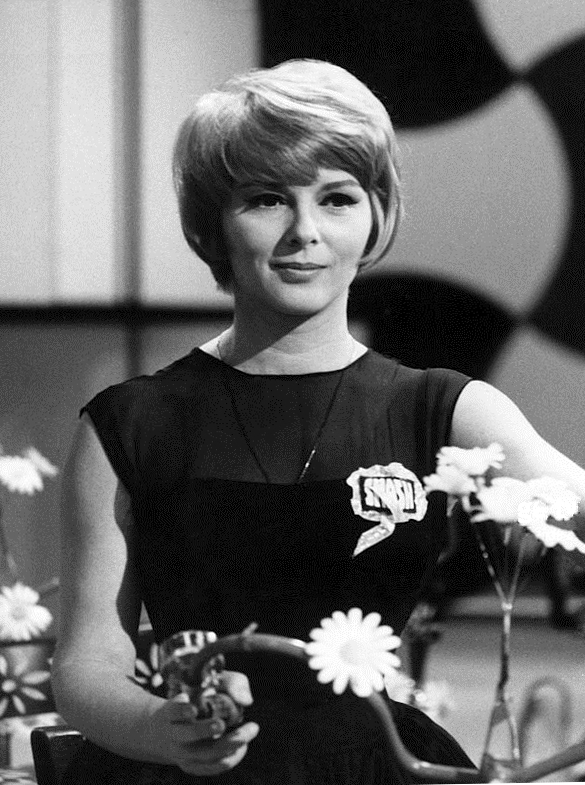
Scala en Smash en los años 1960.

En 1960 fue protagonista del programa Momento magico y posteriormente presentó La New York di O. Henry, parte del ciclo narrativo Il Novelliere de Daniele D'Anza. Junto a Toni Ucci y Giuseppe Porelli, en 1963 presentó el espectáculo de variedades Smash, dirigido por Enzo Trapani sobre textos del mismo Trapani y de Santamaria, con la orquesta dirigida por Ennio Morricone.
En 1968 fue la protagonista de Delia Scala Story, escrita por Garinei y Giovannini con el apoyo de Antonio Amurri; retomando la línea del Delia Scala Show, se convirtió en un espectáculo de variedades original que la vio sola en un estudio casi sin escenografía, donde, mientras contaba los pasos de su carrera, la actriz recibía por separado innumerables visitas de los actores principales con los que había colaborado anteriormente, y con cada uno se construían muchas pequeños cuadros recordando los espectáculos realizados juntos.

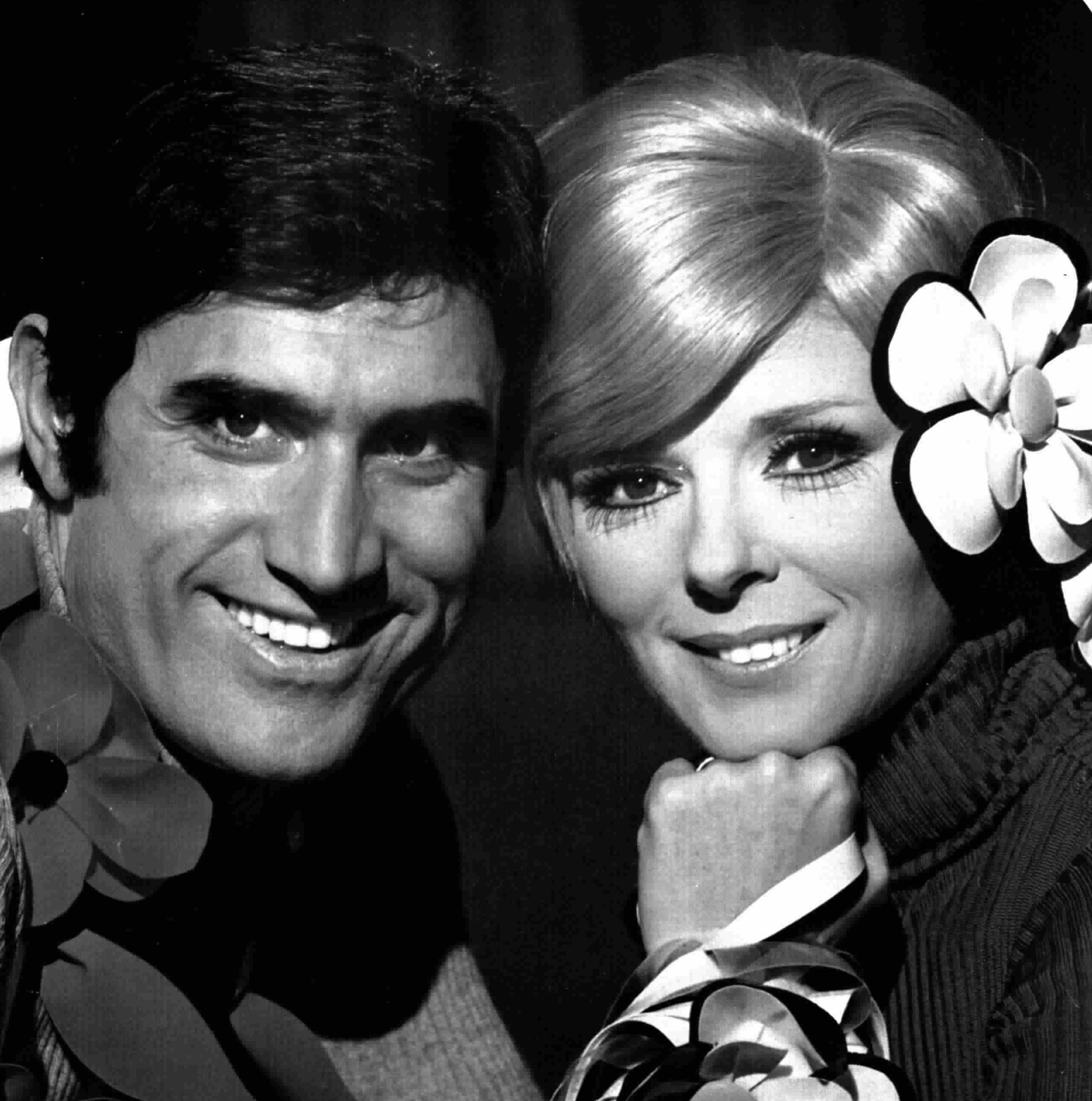
Scala y Lando Buzzanca en 1970.

En 1970 tuvo gran éxito Signore e signora de Antonio Amurri y Maurizio Jurgens, un espectáculo de variedades centrado en una miríada de sketches con una ella («ciccina») y un él («ciccino», interpretado por Lando Buzzanca), una pareja en constante conflicto (con muchas invasiones del campo por parte de las petulantes suegras Clelia Matania y Paola Borboni). Al mismo tiempo, ambos interpretaron a una pareja de rudos campesinos de Ciociaria y a una pareja de arrogantes aristócratas ingleses. En general, Signore e signora fue una fenomenología del matrimonio bien elegida, aunque un tanto seria. Anticipándose a los grandes cambios de costumbres que se producían en aquellos años (justo entonces entraba en vigor la ley del divorcio en Italia), el espectáculo presentaba una figura de mujer moderna, de fuerte personalidad, rompiendo con el dualismo habitual de la esposa que era o sumisa ante su hombre, o arpía y dominante.
Siguieron ocho años de ausencia del mundo de los espectáculos de variedades, en los que sólo presentó, en 1972, Colazione allo studio 7, el primer programa televisivo que tenía como tema la buena cocina, junto al gastrónomo Luigi Veronelli. Regresó en 1978 con el espectáculo de Rai Secondo Canale Che combinazione, donde actuó por última vez como presentadora y bailarina junto a Don Lurio. Las críticas de la época notaron que era evidente cómo en pocos años los programas de variedades de la televisión habían cambiado por completo, no sólo con la introducción del color, sino también con la exuberancia de los decorados y los destellos de las luces; La ropa brillante de la actriz también estaba muy lejos de los vestidos sencillos y bien diseñados que usó en la década de 1960.

### Década de 1980 y años posteriores
En 1981, la editorial Rusconi publicó Il cibo dei grandi, que Scala escribió junto con su amiga Sylvia Sodi. La narración es toda de Scala en primera persona, en un trabajo entre autobiográfico y noticioso, 44 relatos muy breves sobre personajes conocidos, algunos amigos históricos, otros conocidos ocasionalmente, cuya personalidad y comportamiento ella esboza, junto con la descripción de platos servidos con motivo de almuerzos en los que estuvo presente, ya sea recibiendo en su propia casa o siendo recibida. Las personalidades van desde antiguos compañeros del mundo del espectáculo Totò, Domenico Modugno, Paolo Panelli, pasando por otros actores como Monica Vitti, Liz Taylor, hasta Sandro Pertini, François Mitterrand y su amigo de toda la vida Umberto Veronesi.
De 1980 a 1983, junto a Raimondo Vianello y Sandra Mondaini, presentó el espectáculo de variedades Una rosa per la vita en la Bussola de Marina di Pietrasanta, para recaudar fondos para la prevención y la investigación del cáncer.
Regresó a la televisión interpretando para Rai en la ficción Casa Cecilia (tres series: 1982, 1983 y 1987), escrita por Lidia Ravera y Emanuele Vacchetto y dirigida por Vittorio De Sisti. En la segunda temporada, cada episodio estuvo acompañado de un apéndice en el que la actriz leía cartas enviadas por los espectadores y expresaba consideraciones sobre problemas de la vida familiar. También regresó a la radio, presentando el programa Permette cavallo? junto con Oreste Lionello en 1983.
Después de varios años más alejada de la industria del entretenimiento, protagonizó la comedia Io e la mamma, que se emitió entre 1997 y 1998 en Canale 5 y fue dirigida por Fosco Gasperi, en la que actuó junto a Gerry Scotti y Enzo Garinei (hermano de Pietro).

## Vida personal
Si bien Scala alcanzó un gran éxito profesional, su vida personal se vio empañada por la desgracia y la tragedia. A los 15 años, en Campagnola conoció a Nikiphorus Melitsanos, un militar grecochipriota del ejército británico que se había lanzado en paracaídas sobre la zona de Reggio Emilia para unirse a las fuerzas partisanas y a quien la familia de Scala, ocultándolo, ayudó a escapar de las milicias nazis y fascistas. En 1946 ambos se casaron en Reggio Emilia, trasladándose a Viareggio, donde él inició un negocio en el sector de la iluminación, mientras ella empezó a trabajar en el cine. Se separaron después de sólo dos años (en 1956 la Rota Romana declaró nulo el matrimonio) y la actriz se trasladó a Roma. En 1947, su padre murió a la edad de 41 años, tras ser atropellado por un coche cerca de su casa. Sin embargo, gracias a su intensa actividad cinematográfica, Scala pudo ayudar económicamente a su familia.
Más tarde se comprometió con Eugenio Castellotti, un piloto de Fórmula 1 de Lodi. Aunque a menudo estaban separados por compromisos profesionales, hacían viajes rápidos para verse. El 14 de marzo de 1957, después de pasar el día anterior en Florencia, donde Scala estaba ocupada con su trabajo, Castellotti llegó al autódromo de Módena para una serie de pruebas con el fin de establecer un nuevo récord de pista. Tras unas vueltas, perdió el control del coche y se salió de la pista, falleciendo en el acto.
Unos años más tarde, Scala volvió a frecuentar con más asiduidad a Piero Giannotti, un vendedor de automóviles de Viareggio, con quien ya había estado brevemente comprometida a finales de los años 40, después de separarse de su primer marido. Se casaron en 1966 y ella regresó a Viareggio, ciudad en la que ya había vivido y donde pasaba frecuentemente sus vacaciones durante algún tiempo. Luego abandonó el teatro para dedicarse a su familia, aunque continuó actuando durante aproximadamente un año para honrar sus compromisos anteriores.
En 1974 tuvo que enfrentarse a un cáncer de mama, diagnosticado por el oncólogo Pietro Bucalossi y su asistente Umberto Veronesi. A principios de julio de ese año fue sometida a cirugía y a quimioterapia y radiocobaltoterapia, tratamientos entonces todavía experimentales pero que dieron excelentes resultados. Scala tenía 44 años en ese momento. Más tarde dijo a los periódicos que una de las experiencias más difíciles fue haber visto violada su privacidad. Aunque no le había revelado a casi nadie el verdadero motivo de su hospitalización y había hablado con su madre sobre una operación estética, las noticias sobre la verdadera naturaleza de su hospitalización se filtraron de todos modos y algunos fotógrafos se infiltraron en el hospital. Cuando le dieron el alta, Scala se vio obligada a escabullirse de la clínica para evitar el asedio de los fotógrafos e incluso se encontró leyendo un titular de periódico que la describía como «a las puertas de la muerte». A causa de esta inesperada filtración, en las siguientes semanas le informaron que algunas de las campañas publicitarias que tenía prevista protagonizar habían sido canceladas, ya que las personas con cáncer «no daban buena imagen».
Tras unos meses de convalecencia decidió hablar de su experiencia con la enfermedad, contribuyendo a cambiar las actitudes sociales hostiles que siempre habían pesado sobre quienes debían lidiar con tal patología; En aquella época también hizo lo mismo la tenista Lea Pericoli. En varias ocasiones, incluido un episodio de Bontà loro, de Maurizio Costanzo, la actriz habló de sí misma, pidiendo valentía y apoyo concreto a la investigación y a la difusión de la prevención. Este compromiso caracterizó el resto de su vida, viéndola como una partidaria activa, junto con su esposo, de iniciativas en apoyo de AIRC. El principal de ellos fue el ciclo de programas Una rosa per la vita, que condujo también junto a Raimondo Vianello y Sandra Mondaini, quienes como ella también se encontraron enfrentando el cáncer. Con un público de cinco mil personas, en Bussoladomani, de 1980 a 1983, los tres artistas organizaron numerosas veladas recaudando enormes sumas de dinero y viendo participar a numerosos grandes artistas.
En 1982, su marido, Piero Giannotti, murió en un accidente automovilístico, atropellado mientras se dirigía en su scooter a su oficina por un conductor que se dio a la fuga. Aunque profundamente afectada, Scala todavía quería presentar el espectáculo programado por AIRC e Una rosa per la vita en Bussoladomani unos días más tarde y quiso dedicarle la velada.
En 1984 se volvió a casar, uniéndose al armador y editor Arturo Fremura, quien también era viudo. Con él y sus hijos Gino, Mariangela (más tarde actriz de cine), Silvio y Attilio, se fue a vivir a Livorno. Scala y Fremura vivieron juntos hasta la muerte de Fremura por cáncer en 2001.
En 2002 sufrió una recurrencia del cáncer y, a pesar del tratamiento posterior, murió el 15 de enero de 2004 a la edad de 74 años en su casa de Livorno. Según sus deseos, el funeral se celebró en privado. Fue enterrada en el cementerio de la Misericordia de Livorno.

## Homenajes
Una calle de Roma y una plaza de Viareggio llevan el nombre de la actriz. El 6 de marzo de 2021 se inauguró en Bracciano el nuevo Teatro Comunale que lleva su nombre.
El 4 de junio de 2005, la República de San Marino emitió un sello conmemorativo dedicado a Delia Scala, en una serie dedicada al teatro musical.

## Filmografía

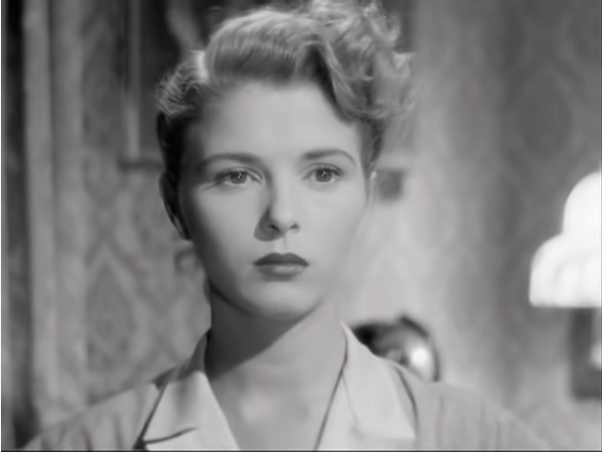
Scala en Amo un assassino (1951).

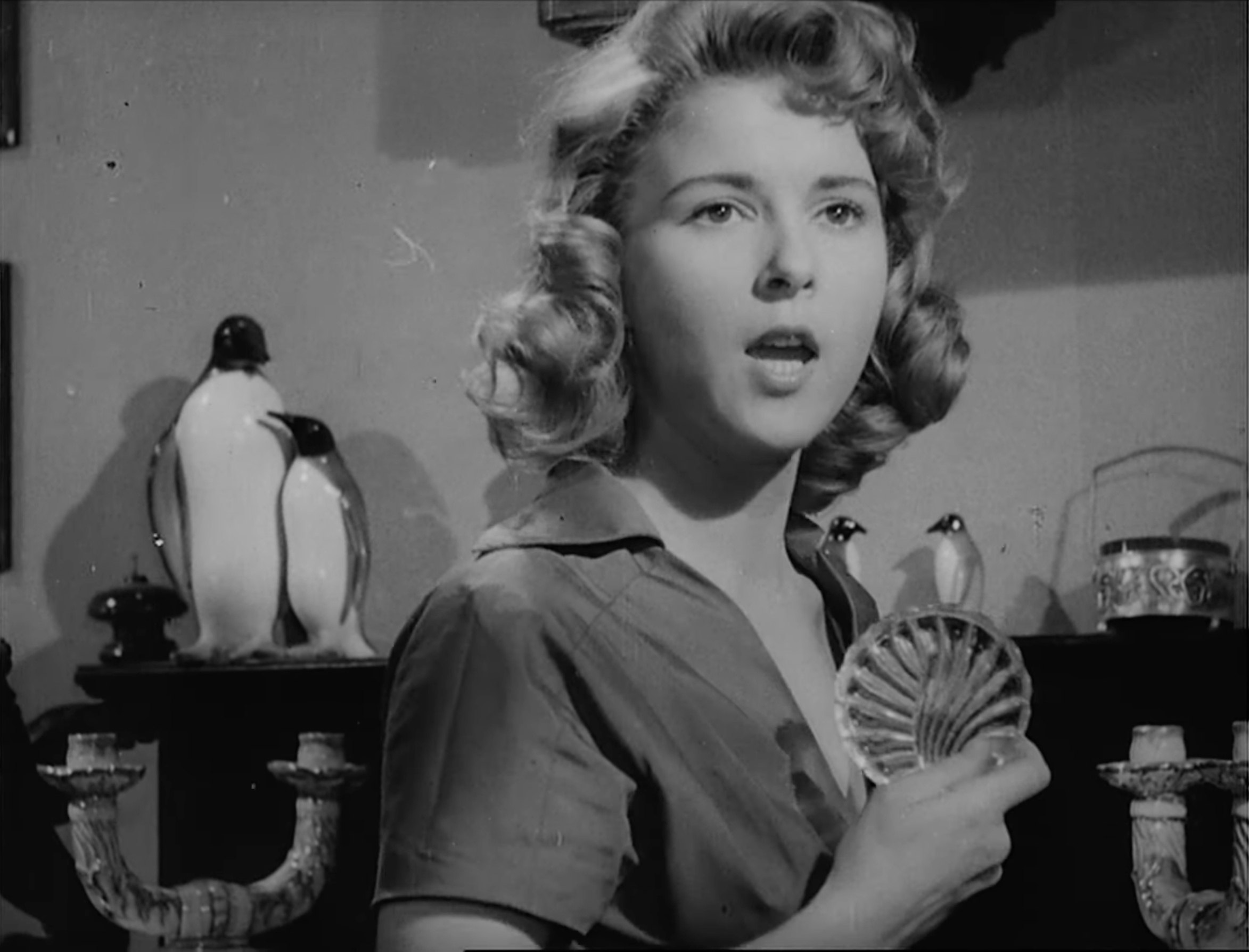
Scala en Ragazze da marito (1952).

- Principessina (1943) acreditada como Odette Bedogni
- Años difíciles (1948) acreditada como Odette Bedogni
- L'eroe della strada (1948) acreditada como Lia della Scala
- Ti ritroverò (1949)
- Come scopersi l'America (1949)
- Napoli milionaria (1950)
- Vida de perros (1950)
- La scogliera del peccato (1951)
- Bellezze in bicicletta (1951)
- Canzone di primavera (1951)
- Cameriera bella presenza offresi... (1951)
- Auguri e figli maschi! (1951)
- Fuoco nero (1951)
- Il padrone del vapore (1951)
- Mesalina (1951)
- Amo un assassino (1951)
- L'eroe sono io (1952)
- Roma ore 11 (1952)
- Noi due soli (1952)
- Il sogno di Zorro (1952)
- Giovinezza (1952)
- Ragazze da marito (1952)
- La fiammata (1952)
- Agenzia matrimoniale (1953)
- Gioventù alla sbarra (1953)
- Viva il cinema! (1953)
- Canzoni, canzoni, canzoni, episodio Io cerco la Titina (1953)
- Rumeur publique (1954)
- Di qua, di là del Piave, episodio Angiolina, bella Angiolina (1954)
- Gran varietà, episodio Il fine dicitore (1954)
- Cañas y barro (1954)
- Avant le deluge (1954)
- Touchez pas au grisbi (1954)
- J'avais sept filles (1954)
- Le village magique (1955)
- Giove in doppiopetto (1955)
- Goubbiah mon amour (1956)
- Il terrore dell'Oklahoma (1960)
- Signori si nasce (1960)
- I Teddy boys della canzone (1960)
- Madri pericolose (1960)
- Le olimpiadi dei mariti (1960)

## Discografía

### Álbumes
- 1961 – Rinaldo in campo (con Domenico Modugno)
- 1963 – My Fair Lady (con Gianrico Tedeschi y Mario Carotenuto)
- 1963 – Le più belle canzoni di Garinei e Giovannini (con Robert Alda)
- 1964 – Il giorno della tartaruga (con Renato Rascel)

### EP
- 1964 – 4 canzoni da My Fair Lady (con Gianrico Tedeschi y Mario Carotenuto)

### Sencillos
- 1959 – Femminilità (con Red Vocalist)
- 1979 – Che combinazione/Invisibile

## Libros
- Scala, Delia; Sodi, Sylvia (1981). Il cibo dei grandi. Rusconi.